# Zehn Betrachtungen
Die zehn Betrachtungen (anussati, Thai: อนุสสติ 10; wörtlich: Eingedenksein, Achtsamkeit, Betrachtung) sind buddhistische Meditationsthemen bzw. Kontemplationsthemen.
In den Texten des Palikanon (z. B. in A.VI.10, A.VI.25; D.33) werden häufig sechs Betrachtungen (auch Vergegenwärtigungen) genannt:
- Betrachtungen über die Drei Juwelen:

1. Buddhānussati (Thai: พุทธานุสสติ), Vergegenwärtigung des Erwachten, des Buddha
2. Dhammānussati (ธัมมานุสสติ), Vergegenwärtigung seiner Lehre, des Dharma
3. Saṅghānussati (สังฆนุสสติ), Vergegenwärtigung seiner Nachfolger, des Sangha
- Betrachtungen über die Tugend:

4. Sīlānussati (สีลานุสสติ), Vergegenwärtigung der (eigenen) Sittlichkeit, Tugend (sīla)
5. Cāgānussati (จาคานุสสติ), Vergegenwärtigung der Freigebigkeit, des Loslassens (Dāna)
6. Devatānussati (เทวตานุสสติ), Vergegenwärtigung der Himmelwesen (Deva)
An zwei anderen Stellen werden weitere vier Betrachtungen erwähnt (Anāpatti-Vagga der Anguttara-Nikaya A.I.26 und A.I.35). Sie lauten:
7. Maraṇassati (มรณานุสสติ), Betrachtung über den Tod
8. Kāyagatā-sati (อุปสมานุสสติ), Betrachtung der 32 unreinen Teile des Körpers
9. Upasamānussati (กายคตานุสสติ), Betrachtung über den Frieden, über die Vorzüge des Nibbāna
10. Ānāpānasati (อานาปานานุสสติ), Achtsamkeit beim Ein- und Ausatmen
Die zehn Betrachtungen sind Teil der vierzig Meditationsobjekte des Kammaṭṭhāna, die im dritten Kapitel des nachkanonischen Werks Visuddhimagga des berühmten buddhistischen Kommentators Buddhaghosa aufgelistet sind. Der Übende soll dadurch seine Konzentration und seine „Bewusstheit“ entwickeln. Meditationslehrer können einzelne oder auch alle der vierzig Objekte dem Übenden aufgeben. Besondere Beachtung hat z. B. das Werk Ānāpānasati des Buddhadasa Bhikkhu gefunden, nach dem noch heute im Kloster Suan Mokkh in Südthailand gelehrt wird.